# 波马兰切
波马兰切（義大利語：Pomarance），是意大利比萨省的一个市镇。总面积227平方公里，人口6112人，人口密度26.9人/平方公里（2009年）。ISTAT代码为050027。